# Saarbrückeni repülőtér
A Saarbrückeni repülőtér (IATA: SCN, ICAO: EDDR) egy nemzetközi repülőtér Németországban, Saarbrücken közelében.

## Futópályák
A repülőtér futópályái:
- 08/26 (1990 m, 45 m, aszfalt)

## Forgalom
Az utasforgalom az elmúlt években az alábbi módon változott:
| Utasok száma | 273 833 | 305 018 | 419 680 | 480 030 | 486 230 | 518 283 | 425 429 | 467 092 | 366 574 | 300 034 |
|              | 1991    | 1994    | 1998    | 2001    | 2005    | 2008    | 2012    | 2015    | 2019    | 2022    |

## Légitársaságok és úticélok
2024-ben a Saarbrückeni repülőtérről az alábbi járatok indulnak (Utoljára frissítve: 2024-11-2):
| Légitársaság       | Célállomások                                                                                               |
| ------------------ | --- |
| Corendon Airlines  | Szezonális: Antalya                                                                                        |
| DAT                | Berlin, Hamburg                                                                                            |
| Eurowings          | Szezonális: Palma de Mallorca                                                                              |
| Freebird Airlines  | Szezonális charter: Hurghada                                                                               |
| SmartLynx Airlines | Szezonális charter: Fuerteventura, Gran Canaria, Heraklion, Kos, Palma de Mallorca, Rhodes, Tenerife–South |
| SunExpress         | Antalya Szezonális: İzmir                                                                                  |